# Jan-Willem Hofkes

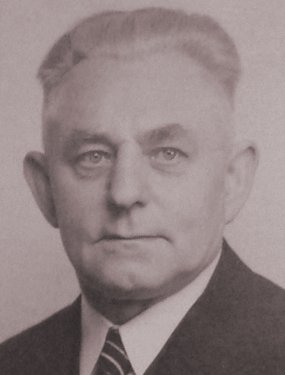
Jan-Willem Hofkes

Jan-Willem Hofkes (Leiden, 2 mei 1886 – Voorburg, 3 januari 1947)was een van de oprichters en tevens de eerste voorzitter van PSV. Hij was voorzitter van 1913 tot 1920 en van 1921 tot 1925.
Jan Willem werd geboren te Leiden als zoon van magazijnbediende Willem Frederik Hofkes en Anna Maria Boekwijt. 
In 1908 was Hofkes vanuit Leiden naar Eindhoven gekomen om bij Philips te komen werken. Op 31 augustus 1913 was Hofkes samen met Hendrik Huisken, Willem Schouten, Gerard Eric Bouwmeester en Jan Ketel oprichter van de Philips Sportvereeniging.
Bijna drie jaar voor de oprichting van de Philips Sportvereeniging werd er al gevoetbald bij Philips. Medeoprichters Hendrik Huisken en Willem Schouten waren op 12 december 1910 de oprichters van het Philips Elftal.
Hofkes werd de eerste voorzitter van PSV. Met een tussenpauze van één jaar bleef Hofkes tot 1925 voorzitter. Hij interesseerde zich voornamelijk voor cricket, turnen en gymnastiek. Hofkes werd in 1920 het eerste erelid van PSV.

## Trivia
- De legende gaat dat de clubkleuren rood-wit van PSV in 1913 door hem zijn bedacht. Hij kwam tot deze kleurencombinatie omdat hij tijdens de oprichtingsvergadering  van PSV een glas frambozenlimonade dronk en vond het een mooi geheel, in combinatie met het wit van zijn schrijfblok. Bij het honderdjarig jubileum van PSV in 2013 duiken opeens de oudste notulen van de club op. Hierin staat te lezen dat de leden van het Philips Elftal al op 20 januari 1911 kiezen voor een wijnrood shirt met een witte kraag. De clubkleuren rood-wit zijn dus niet door Hofkes bedacht maar al begin 1911 vastgelegd.
- Hij ontwierp de eerste lopende band voor Philips.
- Hij woonde enige tijd in Nuenen in het huis  van Theodorus van Gogh, de vader van Vincent van Gogh.